# Ulrich Beckwermert
Ulrich Beckwermert (* Juni 1964 in Emsdetten) ist ein deutscher römisch-katholischer Geistlicher. Er war von September 2020 bis März 2023 Generalvikar des Bistums Osnabrück. Er übt dieses Amt seit September 2024 erneut aus.

## Leben
Ulrich Beckwermert wuchs in Bad Rothenfelde auf, studierte in Frankfurt am Main und Wien Katholische Theologie und empfing im Jahr 1990 das Sakrament der Priesterweihe für das Bistum Osnabrück. Nach Aufgaben als Kaplan in Ahrensburg und Fürstenau wurde er 1997 Pfarrer in Hunteburg. Im Jahr 2001 wurde er Dompfarrer am Osnabrücker Dom. Zeitgleich war er bis 2008 für die Frauenseelsorge im Bistum verantwortlich. 2008 wurde er Regens des Osnabrücker Priesterseminars. 2016 wurde er zum residierenden Domkapitular und zum Personalreferenten mit Verantwortung für den Einsatz der Priester und der anderen pastoralen Berufe ernannt.
Im Januar 2020 wurde er von Bischof Franz-Josef Bode als Nachfolger von Theo Paul zum Generalvikar des Bistums Osnabrück ernannt. Dieses Amt trat er am 20. September desselben Jahres an. Mit Bodes Rücktritt am 25. März 2023 erlosch das an den Bischof gebundene Amt laut Kirchenrecht 416–418  CIC. Der seit 2024 aktuelle Bischof von Osnabrück, Dominicus Meier, ernannte Beckwermert erneut zum Generalvikar.